# Robert Morgenthau
Pour les articles homonymes, voir Morgenthau.
Robert Morris Morgenthau (né le 31 juillet 1919 à Manhattan, New York et mort le 21 juillet 2019,, à Manhattan, New York) est un avocat américain. De 1975 à 2009, il est procureur du Comté de New York (Manhattan). Il était auparavant l'avocat des États-Unis pour le district sud de New York, nommé par John F. Kennedy. Il est un des fils de Henry Morgenthau et petit-fils de Henry Morgenthau senior.

## Biographie
Robert Morris Morgenthau est né le 31 juillet 1919 à Manhattan, New York. Il est le fils de Henry Morgenthau, Jr., secrétaire du Trésor des États-Unis sous le président Franklin Delano Roosevelt et de Harry S. Truman, et de Elinor Morgenthau (née Fatman). Son grand-père, Henry Morgenthau senior, est ambassadeur des États-Unis pour l'Empire ottoman, durant la Première Guerre mondiale. Il avait fortune dans l'immobilier. Il soutient financièrement le président Woodrow Wilson.
La famille Morgenthau est juive ashkenaze, originaire du grand-duché de Bade, qui immigre aux États-Unis en 1866.
Son arrière-grand-père est Mayer Lehman, le frère d'Emanuel Lehman, immigrants juifs allemands. Ils sont cofondateurs des Lehman Brothers.
Sa grand-mère paternelle est née à Montgomery, en Alabama.
La famille de Robert Morgenthau a une propriété proche de celle de Franklin Delano Roosevelt, à Hyde Park, État de New York. Les familles Morgenthau et Roosevelt ont des liens d'amitié.

### Études
Robert Morgenthau étudie au New Lincoln School, une école privée à Manhattan puis à la Deerfield Academy à Deerfield, au Massachusetts  et au Amherst College, au Massachusetts.
Ses études sont interrompues par la Seconde Guerre mondiale.

### Seconde Guerre mondiale
Robert Morgenthau s'engage dans la marine américaine, durant la Seconde Guerre mondiale. Il y passe 4 ans et demi. Il termine comme capitaine de corvette. Il est l'officier en commande à bord du USS Lansdale et du USS Harry F. Bauer. Il participe à la bataille de Iwo Jima. Il survit l'attaque par 13 kamikazes, une torpille, une attaque de bombardier en piqué. Il a vu l'action en Méditerranée et dans le Pacifique à bord de contre-torpilleurs

### Après la guerre

#### Avocat
Après la guerre, il fait des études de droit à la faculté de droit de l'université Yale, dont il sort diplômé en 1948.
Il pratique le droit dans le cabinet d'avocats de Patterson, Belknap & Webb, où il devient un partenaire juridique en 1954.

#### Avocat des États-Unis pour le district sud de New York
Après avoir pratiqué pendant 15 ans dans une firme privée, Robert Morgenthau est nommé, en 1961, par le président des États-Unis, John F. Kennedy avocat des États-Unis pour le district sud de New York

#### Candidat au poste de gouverneur de l'État de New York
En 1962, il devient le candidat du parti démocrate au poste de gouverneur de l'État de New York. Il démissionne de son poste fédéral. Il est battu par le gouverneur Nelson Rockefeller.

#### Retour comme avocat des États-Unis pour le district sud de New York
Le président Kennedy, puis le président Lyndon B. Johnson renomment Robert Morgenthau au poste d'avocat des États-Unis pour le district sud de New York.
Avec la venue au pouvoir en janvier 1969 de Richard Nixon, il reste en place, malgré les pressions de l'administration républicaine. Il a l'appui des deux sénateurs républicains de New York, Jacob K. Javits et Charles Goodell.
Mais à la fin de 1969, sa position devient intenable et il est forcé de démissionner. Un républicain, Whitney North Seymour, Jr., le remplace.

#### Retour à la politique
Il devient pour un court temps adjoint au maire de New York John V. Lindsay.
Il démissionne pour se porter candidat à la nomination démocrate pour les élections au poste de gouverneur de l'État de New York en 1970. Il retire sa candidature après quelques semaines, car il n'arrive pas à lever assez de fonds et obtenir des appuis contre deux candidats : Arthur Goldberg et Howard Samuels. Goldberg devient le candidat du parti démocrate et perd face à Nelson Rockefeller, qui est reconduit à son poste.

#### Retour à la vie privée
Robert Morgenthau retourne à la vie privée jusqu'en 1974.

#### Procureur du comté de New York (Manhattan)
En 1974, Robert Morgenthau est élu procureur du comté de New York (Manhattan), au cours d'une élection spéciale, à la suite de la mort de Frank Hogan, titulaire de cette charge pendant 30 ans.